# Martin Huba
Martin Huba (ur. 16 lipca 1943 w Bratysławie) – słowacki aktor.

## Życiorys
Urodził się 16 lipca 1943 w Bratysławie. Jego ojcem jest aktor Mikuláš Huba. W 1964 roku ukończył aktorstwo w Wyższej Szkole Sztuk Scenicznych w Bratysławie. Od 1976 roku jest członkiem Słowackiego Teatru Narodowego (SND). Laureat Czeskiego Lwa dla najlepszego aktora drugoplanowego w filmie Obsługiwałem angielskiego króla.
W 2017 roku został odznaczony Orderem Ľudovíta Štúra II klasy, w 2001 roku Krištáľové krídlo, a w 2003 roku otrzymał czeski Medal Za Zasługi I stopnia.

## Filmografia
- 2000: Musimy sobie pomagać jako  Dr Albrecht Kepke
- 2005: Szczęście  jako Tata Toníka
- 2006: Obsługiwałem angielskiego króla jako pan Skowronek, szef kelnerów w „Paryżu”
- 2009: Czeski błąd jako Pavel